# Hénonville
Hénonville is een gemeente in het Franse departement Oise (regio Hauts-de-France). De plaats maakt deel uit van het arrondissement Beauvais. Hénonville telde op 1 januari 2022 909 inwoners.

## Geografie
De oppervlakte van Hénonville bedroeg op 1 januari 2022 6,84 vierkante kilometer; de bevolkingsdichtheid was toen 132,9 inwoners per km².

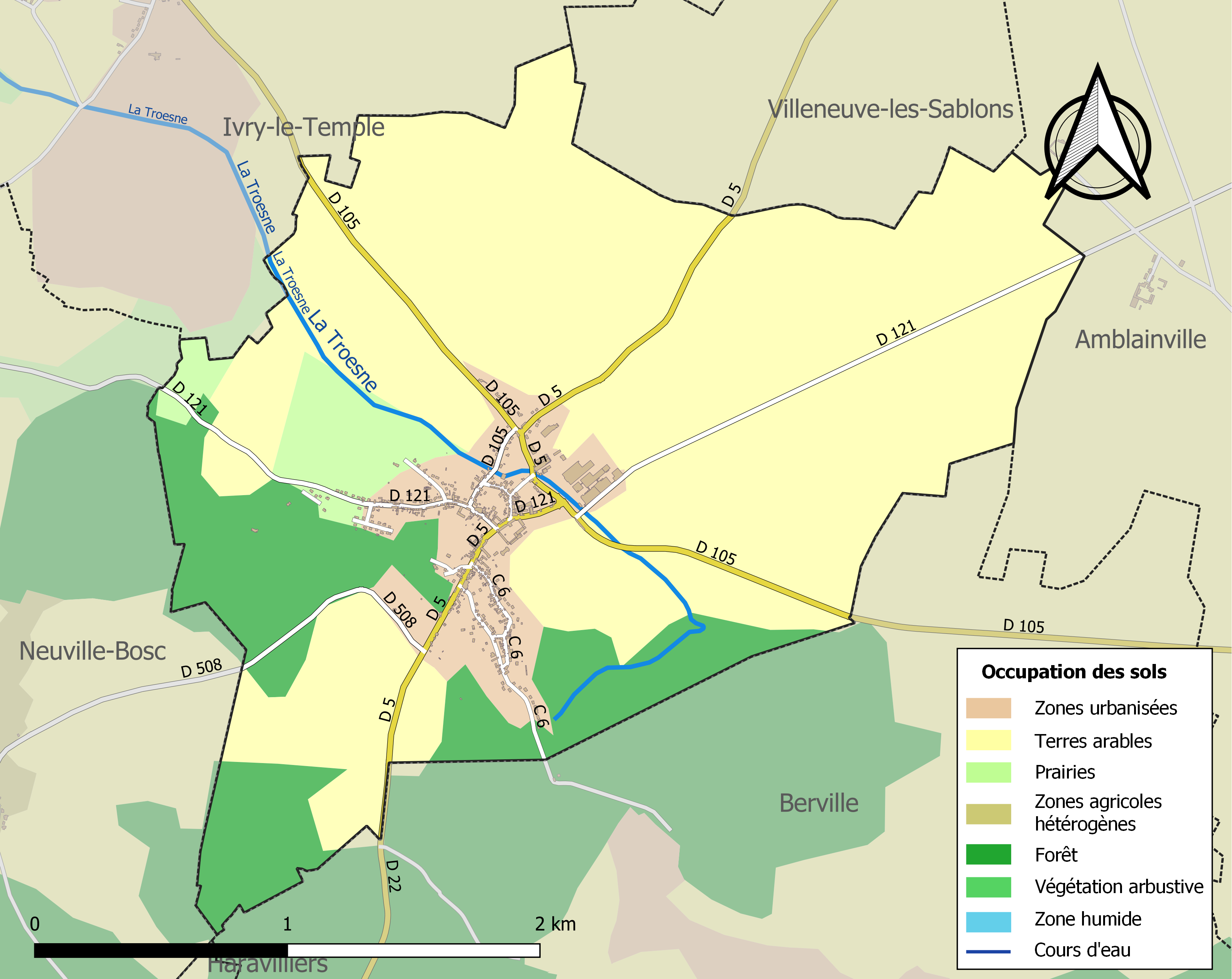
Kaart van de gemeente met belangrijkste infrastructuur, bodemgebruik en omliggende gemeenten

## Demografie
Onderstaande figuur toont het verloop van het inwonertal (bron: INSEE-tellingen).